# Барбара Джордан (тенісистка)
Ба́рбара Джо́рдан (англ. Barbara Jordan) — американська тенісистка, чемпіонка двох турнірів Великого шолома — Відкритого чемпіонату Австралії в одиночному розряді та Відкритого чемпіонату Франції в міксті, доктор права. 
Сестра Барбари Кеті Джордан була семиразовою чемпіонкою мейджорів, але ніколи не вигравала в одиночному розряді.
Після завершення спортивної кар'єри Барбара Джордан здобула ступінь доктора права в Університеті Каліфорнії в Лос-Анджелесі.

## Фінали турнірів Великого шолома

### Одиночний розряд: 1 титул
| Результат | Рік  | Турнір          | Поверхня | Супротивниця | Рахунок  |
| --------- | ---- | --------------- | -------- | ------------ | -------- |
| Перемога  | 1979 | Australian Open | Трава    | Шерон Волш   | 6–3, 6–3 |

### Мікст: 1 титул
| Результат | Рік  | Турнір      | Поверхня | Партнер      | Супротивники             | Рахунок  |
| --------- | ---- | ----------- | -------- | ------------ | ------------------------ | -------- |
| Перемога  | 1983 | French Open | Ґрунт    | Еліот Телчер | Леслі Аллен Чарлз Строуд | 6–2, 6–3 |